# خوش‌آباد (مهر)
خوش‌آباد (مهر)، روستایی از توابع بخش مرکزی شهرستان مهر در استان فارس ایران است.

## جمعیت
این روستا در دهستان مهر قرار دارد و براساس سرشماری مرکز آمار ایران در سال ۱۳۸۵، جمعیت آن ۱۳۹ نفر (۲۹خانوار) بوده‌است.